# Exoprosopa nigroventris
Exoprosopa nigroventris är en tvåvingeart som beskrevs av Joseph Hannum Painter 1969. Exoprosopa nigroventris ingår i släktet Exoprosopa och familjen svävflugor. Inga underarter finns listade i Catalogue of Life.